# Lijst van bijpersonages uit Pirates of the Caribbean

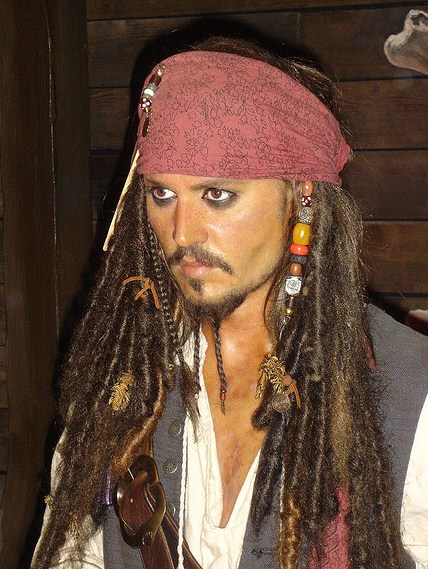
Wassen beeld van het personage Jack Sparrow.

Dit is een lijst van alle bijpersonages uit de Amerikaanse avondvullende speelfilms Pirates of the Caribbean.

## Piraten vanThe Black Pearl
- Cotton (gespeeld door David Baillie) is een van de piraten die Joshamee Gibbs heeft geronseld in Tortuga voor Jack Sparrow. Hij kan niet spreken en zijn papegaai spreekt daarom voor hem. Hoe ze het doen is voor iedereen een raadsel. Zijn papegaai is zijn trouwe metgezel en wijkt niet van zijn schouder.
- Anamaria (gespeeld door Zoë Saldana) is een vrouw van wie Jack ooit een schip, de Jolly Mon, heeft geleend zonder het terug te geven. Ze is tevens een lid van de bemanning van de Black Pearl, onder leiding van Jack Sparrow. Als Jack Sparrow mensen zoekt in Tortuga die met hem de Black Pearl terug willen halen, komt Anamaria er ook bij, omdat Jack ooit eens een schip van haar heeft "geleend". Als beloning wordt Anamaria kapitein van de The Interceptor, een schip dat Will Turner en Jack gestolen hebben van de Engelse marine. Uiteindelijk wordt de Interceptor door de Black Pearl vernietigd en wordt Anamaria lid van de bemanning van de Black Pearl nadat Jack Sparrow opnieuw kapitein van de Black Pearl geworden is.
- Leech (gespeeld door San Shella) is een Indiaanse piraat van Jack Sparrow op The Black Pearl, hij sterft echter in de tweede film als hij met een deel van de bemanning wil ontsnappen uit de kooi van de kannibalen.
- Marty (gespeeld door Martin Klebba) is een dwergpiraat van The Black Pearl. Hij staat op de uitkijkpost.

## Bemanning vanThe Flying Dutchman
- Maccus (gespeeld door Dermot Keaney) is een assistent van Davy Jones en een zeemonster op The Flying Dutchman. Hij lijkt op een hamerhaai.
- Angler (ingesproken door Rene Auberjonois) is een bemanningslid van Davy Jones en een zeemonster op The Flying Dutchman. Hij heeft het hoofd van een zeeduivel.
- Koleniko (gespeeld door Clive Ashborn) is een bemanningslid van Davy Jones en een zeemonster op The Flying Dutchman. Zijn gezicht is vergroeid met een zee-egel.
- Palifico (gespeeld door Winston Ellis) is een bemanningslid van Davy Jones en een zeemonster op The Flying Dutchman. Hij bestaat volledig uit koraal en zeeplanten.
- Clanker (gespeeld door Andy Beckwith) is een bemanningslid van Davy Jones en een zeemonster op The Flying Dutchman. Zijn haar bestaat uit zeewier.
- Hadras (gespeeld door Reggie Lee en Ho-Kwan Tse) is een bemanningslid van Davy Jones en een zeemonster op The Flying Dutchman. Hij heeft een grote schelp op zijn hoofd, waarin een heremietkreeft woont.
- Penrod (gespeeld door Peter Donald Badalamenti II) is een bemanningslid van Davy Jones en een zeemonster op The Flying Dutchman. Hij is veranderd in een grote garnaal.
- Wyvern (gespeeld door John Boswall) is een zeemonster van Davy Jones. Zijn transformatie naar zeemonster is heel dramatisch, hij zit al zo lang op het schip The Flying Dutchman dat hij al een deel van het schip uitmaakt. Hij is ook een soort koraal geworden mettertijd. Zijn rol als bemanningslid is om voor altijd de lantaarn vast te houden.

## Militairen van Port Royal
- Luitenant Gillette (gespeeld door Damian O'Hare) is een militaire officier van de Engelse Marine.
- Luitenant Theodore Groves (gespeeld door Greg Ellis) is een militaire officier van de Engelse Marine.
- Mullroy en Murttogg (gespeeld door Angus Barnett en Giles New) zijn soldaten van de Engelse marine. Zij stonden op wacht bij de schepen tijdens de ceremonie van Commodore James Norrington. Ze zijn niet erg snugger, want ze lieten zich door Jack Sparrow beetnemen. In At World's End worden ze piraten van The Black Pearl.

## Leden van de Britse Oost-Indische Compagnie
- Ian Mercer (gespeeld door David Schofield) is de persoonlijke assistent van Lord Cutler Beckett en officier van de Britse Oost-Indische Compagnie.
- De cartograaf van de Britse Oost Indische Compagnie. Deze iets oudere man is een expert in cartografie, de kunst van het maken van kaarten.
- Kapitein Bellamy (gespeeld door Alex Norton) is de kapitein van het koopvaardijschip Edinburgh Trader waarop Elizabeth Swann als verstekelinge zat en Will Turner opvist uit zee na te zijn ontsnapt van de Flying Dutchman. Dat laatste had hij beter niet gedaan want Davy Jones, die achter Turner aanzat, beval de Kraken om het schip van kapitein Bellamy tot zinken te brengen.
- Bursar en Quartermaster (gespeeld door Max Baker en Steven Spiers) zijn twee bijgelovige bemanningsleden van de Edinburgh Trader.

## Bewoners van Tortuga
- Scarlett en Giselle (gespeeld door Lauren Maher en Vanessa Branch): twee prostituees van Tortuga en vriendinnetjes van Jack Sparrow. Ze zijn opzichtig geschminkt en dragen hoge pruiken.
- Piratenmuziekband: een muziekband van drie piraten die in een bar van Tortuga spelen.

## Inwoners van Port Royal
- John Brown (gespeeld door Ralph P. Martin) is de plaatselijke en lokale smid van Port Royal. Will Turner is leerling-smid in zijn smidse. Brown heeft van hem een bekwame wapensmid gemaakt. Brown is een luie dronkaard die de hele dag slaapt en van Will profiteert om al het werk te doen. Hij was het die Jack Sparrow overwon tijdens zijn gevecht met Will Turner.
- Estrella (gespeeld door Paula J. Newman) is de huishoudster van gouverneur Swann en dienstmeid van Elizabeth Swann.
- De havenmeester (gespeeld door Guy Siner) van Port Royal is een Britse, burgerlijke en civiele man die wel heel beleefd en fatsoenlijk is maar zich tot laat omkopen door Jack Sparrow. Hij registreert alle schepen, goederen en personen in de haven van Port Royal.

## Andere mensen
- Edward Teague (gespeeld door Keith Richards): de vader van Jack Sparrow.
- Philip Swift (gespeeld door Sam Claflin): een jonge missionaris die meespeelt in de vierde film. Hij wordt in de film gevangen door Blackbeard en krijgt een relatie met de zeemeermin Syrena.
- Scrum (gespeeld door Stephen Graham): een piraat.
- Kapitein Armando Salazar (gespeeld door Javier Bardem): Kapitein van het schip The Silent Mary in de vijfde film. Hij werd vervloekt door Jack Sparrow toen hij de Bermudadriehoek in voer. Sindsdien is hij een spookkapitein met zijn spookbemanning en is hij op wraak uit op Jack Sparrow.
- Carina Smyth (gespeeld door Kaya Scodelario): Een beeldschone astronoom in de vijfde film. Ze wordt het eerst gezien op het eiland Sint Maarten, waar ze voor heks wordt veroordeeld. Later in het verhaal vormt ze een alliantie met Jack Sparrow en Henry Turner, waar ze heimelijk verliefd op wordt. Ze wil samen met Jack en Henry de legendarische Drietand van Poseidon vinden om de meedogenloze spookkapitein Salazar te verslaan, ook komt ze er achter dat Hector Barbossa haar vader is.
- Henry Turner (gespeeld door Brenton Thwaites en Dominic Scott Kay): De zoon van Will Turner en Elizabeth Swann. Hij wil samen met Jack Sparrow en Carina Smyth de legendarische Drietand van Poseidon vinden, om de vloek van zijn vader te verbreken en de band weer te herstellen.
- Uncle Jack (gespeeld door Paul McCartney): de oom van Jack Sparrow.

## Dieren
- Jack de aap (gespeeld door Chiquita): een kapucijnaap die dient als het huisdier van Hector Barbossa. Hij heeft de aap bij wijze van spot vernoemd naar Jack Sparrow. In de eerste film is de aap net als alle piraten van The Black Pearl vervloekt en dus ondood. Aan het eind van de film wordt de vloek opgegeven, maar in een epiloog is te zien hoe hij een goudstuk uit de Aztekenkist steelt en dus weer onsterfelijk wordt. Hij is derhalve ook onsterfelijk in de tweede en derde film. In de tweede film is hij gevangen door Jack Sparrow, die hem aan Tia Dalma geeft in ruil voor informatie over de Dead Man's Chest en Davy Jones.
- De gevangenishond is de hond uit de gevangenis van Port Royal. Een running gag in de films is dat hij altijd de sleutels van de celdeur bij zich heeft, waardoor gevangenen regelmatig proberen hem naar zich toe te lokken. In de eerste film verblijft hij in Port Royal. In de tweede film gaat hij samen met de ontsnapte piraten Pintel en Ragetti mee, en blijft achter op het eiland Pelegosto, waar hij wordt achtervolgd door kannibalen. Na de aftiteling van de tweede film zit de hond op de troon van de kannibalen, als koning. Hij komt weer terug in de derde film als sleutelhond voor de piratencode.